# 博西家用电器

博西家用电器商標

博西家用电器有限公司（德语：BSH Bosch und Siemens Hausgeräte GmbH，缩写：BSH，也常称为“博世-西门子公司”）是西门子股份公司和罗伯特·博世有限公司于1967年成立的以生产白色家电为主的合资企业，双方各持50%的权益，其生产家用电器的42个工厂分布在14个国家。博西公司总部坐落于德国巴伐利亚州慕尼黑市。

## 博西公司有关的数据
雇员超过38,000，其中60%工作于德国和西欧，此地区博西公司是市场领导者，销售额占博西公司总销售额的60%。2004年，博西公司的大型电器占德国市场的35%，占西欧市场的21%，全球范围内在惠而浦和伊莱克斯之后，居第三位，占有7%的市场份额。

## 博西公司的商标
博西公司使用两母公司的商标西门子（Siemens）和博世（Bosch）作为主商标，还有一系列专用商标：嘉格纳（Gaggenau）、Neff、Thermador、康西达（Constructa）、Viva、Ufesa，在某些国家还使用地区性商标：Balay、Lynx、Pitsos、Profilo、Continental、Coldex。

## 博西公司发展简史
1967年公司成立时，工厂分布在德国柏林、Giengen、Traunreut。
1994年进入中国市场（其母公司之一西门子公司已于19世纪末进入中国），在无锡与小天鹅集团合资成立了“博西威家用电器有限公司”，生产滚筒洗衣机。并成立独资销售公司及中国大陆地区总公司“江苏博西家用电器销售有限公司”总部设在江苏省南京市。
1996年博西公司在安徽滁州与扬子冰箱厂合资组建了“博西扬制冷有限公司”。后买断资本，成立“博西华家用电器有限公司”，买断“扬子”冰箱品牌。
2005年博西公司在江苏南京投资成立了“博西华电器（江苏）有限公司”。
主要生产洗衣机，洗烘干一体机，以及灶具，吸油烟机，电热水器和吸尘器，电熨斗，电吹风，咖啡壶等小家电。
2008年博西公司在中国大陆地区的销售公司及总公司更名为“博西家用电器（中国）有限公司”。
2009年博西公司在中国大陆地区的客户服务部门独立，成立子公司“博西华家用电器服务江苏有限公司”，负责中国大陆地区的客户服务业务。
2014年9月21日，博世集团与西门子集团签署协议，博世以30億歐元收购西门子在博西家电中的50%股份，自此博西家电变成博世集团全资子公司。